# Rouletabille contre la dame de pique
Pour plus de détails, voir Fiche technique et Distribution.
Rouletabille contre la dame de pique est un film français réalisé par Christian Chamborant et sorti en 1948.

## Fiche technique
- Titre français : Rouletabille contre la dame de pique
- Réalisation : Christian Chamborant
- Scénario : Pierre Lestringuez adapté  d'après un roman de Gaston Leroux
- Photographie : Jean-Serge Bourgoin
- Musique : Georges Van Parys
- Producteur(s) délégué(s) :  Marius Franay, Paul Tissier, Maurice Urbain
- Société(s) de production : Société Générale de Gestion Cinématographique (SGGC)
- Société(s) de distribution : Union Française de Production Cinématographique (UFPC]
- Pays  :  France
- Format : Noir et blanc - Son mono - 1,37:1 - 35 mm
- Genre : Policier
- Durée : 88 minutes
- Date de sortie : France - 21 décembre 1948

Sources : UniFrance et IMDb

## Distribution
- Marie Déa : Wanda
- Suzanne Dehelly : Florine
- Jean Piat : Joseph Rouletabille
- Fernand Gilbert
- Jérôme Goulven
- Lucas Gridoux
- Andrée Guize
- Léo Lapara
- Yette Lucas
- Monique Mélinand
- Claude Nicot
- Michel Vitold
- Ariane Murator